# Arthrosaura montigena
Espèce
Arthrosaura montigena est une espèce de sauriens de la famille des Gymnophthalmidae.

## Répartition
Cette espèce est endémique de l'État de Bolívar au Venezuela. Elle se rencontre sur l'Auyan Tepuy.

## Description
La femelle holotype mesure 48 mm de longueur standard et le mâle paratype 40 mm.

## Publication originale
- Myers & Donnelly, 2008 : The Summit Herpetofauna Of Auyantepui, Venezuela: Report From The Robert G. Goelet American Museum–Terramar Expedition. Bulletin of the American Museum of Natural History, vol. 308, p. 1-147 (texte intégral).